# 惠州市光正实验学校
惠州市光正实验学校，是惠州市的一所全日制寄宿制民办学校，位于广东省惠州市惠城区江北东区。
学校占地面积约300亩，直属于惠州市教育局管理。

## 学校历史
学校原名惠州市光明学校，由广东光正教育集团投资6亿多元，按省一级标准兴建并于2013年9月开始招生，设有小学、初中和高中部。